# Nowodiewica
Nowodiewica (ros. Новодевица) – wieś (sieło) w Rosji, w Kraju Nadmorskim, w rejonie chorolskim. W 2010 liczyła 1221 mieszkańców.

## Urodzeni
- Inessa Rebar – ukraińska zapaśniczka.